# دانیل اختیاموف
دانیل اختیاموف (روسی: Даниэль Расимович Ахтямов؛ زادهٔ ۲۶ مارس ۱۹۸۵) بازیکن فوتبال اهل جمهوری آذربایجان است.
از باشگاه‌هایی که در آن بازی کرده‌است می‌توان به باشگاه فوتبال آزال باکو، باشگاه فوتبال کپز، باشگاه فوتبال سیمرغ زاقاتالا، باشگاه فوتبال مینسک، باشگاه فوتبال تورپدو مسکو، و باشگاه فوتبال کشله اشاره کرد.
وی همچنین در تیم ملی فوتبال جمهوری آذربایجان بازی کرده‌است.